# Чайко, Александр Леонидович
Александр Леонидович Чайко (3 января 1960, Онега, Архангельская область) — советский лыжник и биатлонист. Трёхкратный чемпион мира среди юниоров по лыжным гонкам, двукратный чемпион и призёр чемпионатов СССР, участник (запасной) зимних Олимпийских игр 1980 года. В биатлоне — бронзовый призёр чемпионата СССР в гонке патрулей (1982). Мастер спорта СССР международного класса по лыжным гонкам (1981).

## Биография
Воспитанник ДЮСШ города Онеги (тренер В. М. Большаков). В молодости вошёл в состав юниорской сборной СССР, стал трёхкратным чемпионом мира среди юниоров, в том числе в 1980 году в эстафете 3х10 км вместе с Александром Батюком и Юрием Бурлаковым. Представлял спортивное общество «Труд», затем — команду Вооружённых Сил (СКА) и город Москву.
В 1980 году вошёл в состав сборной СССР на зимнюю Олимпиаду в Лейк-Плэсиде, но не стартовал ни в одном виде программы.
В 1980 году занял третье место в эстафете чемпионата СССР в составе сборной общества «Труд». В 1981 году стал двукратным чемпионом СССР — в гонке на 30 км и в эстафете в составе сборной Вооружённых Сил. На чемпионате страны 1982 года, проходившем в рамках Спартакиады народов СССР, стал серебряным призёром в составе сборной Москвы.
В 1982 году завоевал бронзовые медали чемпионата СССР по биатлону в гонке патрулей в составе сборной Вооружённых Сил.
В середине 1980-х годов завершил спортивную карьеру, работал тренером по лыжным видам в ЦСКА, затем занимался бизнесом. По состоянию на 2009 год был генеральным директором ООО «Лыжно-спортивный комплекс Онега».